# Mohammad Shamsuddin
Mohammad Shamsuddin, född 15 september 1983, är en friidrottare från Bangladesh. Han deltog vid olympiska sommarspelen 2004.